# Rhysodesmus semiovatus
Rhysodesmus semiovatus är en mångfotingart som beskrevs av Loomis 1966. Rhysodesmus semiovatus ingår i släktet Rhysodesmus och familjen Xystodesmidae. Inga underarter finns listade i Catalogue of Life.